# Bak Ji-Yun
Bak Ji-Yun (21 de septiembre de 1992) es una deportista surcoreana que compite en judo. Ganó una medalla de bronce en el Campeonato Asiático de Judo de 2015 en la categoría de –63 kg.

## Palmarés internacional
| Campeonato Asiático | Campeonato Asiático | Campeonato Asiático | Campeonato Asiático |
| Año                 | Lugar               | Medalla             | Categoría           |
| ------------------- | ------------------- | ------------------- | ------------------- |
| 2015                | Kuwait (Kuwait)     | Medalla de bronce   | –63 kg              |